# Arbeitsgemeinschaft Dermatologische Prävention
Die Arbeitsgemeinschaft Dermatologische Prävention (ADP) ist eine deutsche  Fachgesellschaft mit dem Zweck, in bundesweiten Aktionen auf breiter Basis den Präventionsgedanken sowohl den medizinischen Laien als auch Ärzten und Wissenschaftlern näherzubringen. Kooperationspartner sind die Stiftung Deutsche Krebshilfe, die Deutsche Dermatologische Gesellschaft (DDG) e. V. und der  Berufsverband der Deutschen Dermatologen e. V. Ferner wird der internationale Erfahrungsaustausch speziell zur Vorbeugung von Hautkrebs gefördert.

## Geschichte
Bereits vor der Gründung der ADP im Jahr 1993 hatte ein Initiativ-Ausschuss die Kooperation mit der Krebshilfe begonnen. Angesichts der zunehmenden Krebserkrankungen befasst sich die ADP  besonders mit der primären Prävention und der Früherkennung von Hautkrebs. Neben diesem Schwerpunkt beschäftigt sich die Fachgesellschaft aktiv mit chronisch entzündlichen Dermatosen wie Schuppenflechte und Neurodermitis. Außerdem ist sie an Aktivitäten im Bereich Allergieprävention beteiligt.

## Vorstand und Mitarbeiter
Der Vorstand arbeitet ehrenamtlich. Die Deutsche Dermatologische Gesellschaft e. V. und der Berufsverband der Deutschen Dermatologen e. V. entsenden je ein Mitglied in den Vorstand. Hinzu kommt ferner ein Vertreter der „Arbeitsgemeinschaft Dermatologische Onkologie“ (ADO), einer Gemeinschaft der Deutschen Krebsgesellschaft (DKG) und der DDG. Dem Vorstand  steht ein Expertenteam von Fachärzten und Wissenschaftlern aus dem gesamten Bundesgebiet beratend zur Seite.

## Informationsarbeit und  Kooperation
Neben wissenschaftlichen Projekten führt die ADP auch Maßnahmen der Aufklärung sowie Veranstaltungen durch, die mit Hilfe von Drittmitteln finanziert werden. Die Deutsche Krebshilfe unterstützt gezielt die Präventionsarbeit gegen Hautkrebs bei Kindern und Jugendlichen mit Fördermitteln. Die Arbeitsgemeinschaft erhält keine Unterstützung durch Werbung. In der Informationsarbeit für die Bürger hat sich die Zusammenarbeit mit der Deutschen Krebshilfe bewährt, in die auch die Deutsche Krebsgesellschaft eingebunden ist.
Im Januar 2020 startete die ADP in Berlin gemeinsam mit führenden Krebs-Organisationen und Vertretern aus Gesundheitswesen und Politik eine bundesweite Jahresaktion gegen Hautkrebs durch UV-Strahlung der Sonne und in Solarien. ADP-Vorsitzender Eckhard Breitbart sowie Krebshilfe-Ehren-Botschafterin Susanne Klehn kritisierten, dass das gesetzliche Solariennutzungsverbot für Minderjährige in Deutschland nicht konsequent eingehalten werde. Nach Schätzungen erhielten allein 2018 mindestens 140.000 Minderjährige trotz gesetzlichem Verbot ungehindert Zugang zu Solarien. Die Bundesamt-für-Strahlenschutz-Präsidentin (BfS) Inge Paulini forderte, dass ein Solarienverbot für Minderjährige auch in allen Hotels durchgesetzt werden müsse, wo wie in den Fitnessstudios die Einhaltung der Bestimmungen schwer zu kontrollieren sei. Zur Informationskampagne schuf das Berliner Künstler-Duo „LOW BROS“, die überdimensionale Lichtkonstruktion eines UV-strahlenden Sonnen-Symbols, das in Ausstellungen von Interessenten nur in UV-sicherer Schutzkleidung besichtigt werden darf. Ende Sommer 2020 zeichneten ADP und Krebshilfe mit ihren Kooperationspartnern in Baesweiler (NRW)  die 200. Kindertagesstätte als „Clever in Sonne und Schatten“-Kita aus. An dem bundesweiten Sonnen-Schutz-Projekt beteiligten sich seit Jahresanfang über 1.200 Kitas, das Kinder, Eltern und Erzieher altersgerecht für richtigen UV-Schutz sensibilisiert.

## Forderungen in der Corona-Krise
Ein zentrales Ziel der ADP ist seit der Corona-Krise 2020 die gesundheitspolitische Forderung nach einem bundesweiten Verbot von Solarien. Gemeinsam mit der Stiftung Deutsche Krebshilfe appelliert die ADP immer wieder an die zuständigen Politiker zu handeln. Zugleich nennen die Hilfsorganisationen Argumente gegen UV-Bestrahlung. So warnen auch internationale Experten weiterhin vor Solarien, denn die hohe UV-Strahlung erhöhe nachweislich das Hautkrebs-Risiko. Aktuell schwächten UV-Strahlen zudem das Immunsystem. Ein zusätzliches Gesundheits-Risiko in Zeiten der COVID-19-Pandemie sei nicht auszuschließen. „Die Stiftung Deutsche Krebshilfe und die Arbeitsgemeinschaft Dermatologische Prävention halten jetzt umso mehr an ihrer Forderung nach einem Solarienverbot fest“, bekräftigte Krebshilfe-Vorstandsvorsitzender Gerd Nettekoven. Die vorübergehenden Schließungen von Sonnen-Studios und Solarien hätten gezeigt, dass es „auch ohne künstliche Sonne“ gehe. UV-Strahlen seien nach wissenschaftlicher Erkenntnis der wichtigste Risikofaktor für das Entstehen von Hautkrebs. Das gelte sowohl für die natürliche UV-Strahlung der Sonne als auch die künstlich erzeugte in Solarien. Nach aktuellen Hochrechnungen erkranken derzeit in der Bundesrepublik rund 272.000 Menschen jährlich neu an Hautkrebs. Davon seien  über 37.000 Fälle des gefährlichen schwarzen Hautkrebs Malignes Melanom.
Bereits zum Weltkrebstag 2020 forderten ADP und Krebshilfe ein gesetzliches Solarien-Verbot in Deutschland mit der Begründung: „Künstliche UV-Strahlung ist ein Krebsrisikofaktor.“ Der öffentlichen  Forderung folgte eine bundesweite und teils kontroverse Diskussion. Der Gebrauch dieser Geräte verursache jährlich europaweit bei etwa 3.400 Menschen den „gefährlichen Schwarzen Hautkrebs“. In 800 Fällen führe er zum Tod der Erkrankten.

## Hautkrebs-Prävention in Kindergärten und Schulen
Als zentrales Langzeitprojekt haben ADP und Stiftung Deutsche Krebshilfe 2017 die erste bundesweite  permanente  Aktion „Hautkrebs-Prävention in Kindergärten“ gestartet. Im Sommer 2020 wurde dieses Programm  auf Schulen der Jahrgänge 1 und 2 erweitert. Das Präventionspkonzept entspricht der seit Jahren erfolgreichen Aktion Clever in Sonne und Schatten. Dabei werden Kindergärten kostenlos didaktisch aufgearbeitete Materialien zum Sonnenschutz angeboten und durch praktischen  Einführungsunterricht auf spielerische Weise den Kindern vermittelt, sich in der Sonne richtig zu verhalten. Die Botschafterin für Hautkrebsprävention, Susanne Klehn, hat im Juni 2017 den dortigen AWO-Kindergarten „Gäste der Buche“ als  erste „Clever in Sonne und Schatten-Kita“ in der Bundesrepublik ausgezeichnet „in Anerkennung für die vorbildliche Präventionsarbeit gegen Hautkrebs“ im Kindesalter.
Bundesweit können alle Grundschulen teilnehmen und ein kostenfreies Projektpaket für Kinder der Klassen 1 und 2 unter www.ukdd.de/sonnenschutz/grundschule bestellen. Entwickelt wurde das innovative Programm zur Vorbeugung von Hautkrebs vom Präventionszentrum des Nationalen Centrums für Tumorerkrankungen Dresden (NCT/UCC) im Rahmen der Kampagne der Deutschen Krebshilfe in Kooperation mit der Arbeitsgemeinschaft ADP und der Universität zu Köln/Uniklinik Köln.

## Ehrungen
Der ADP wurde 2019 der mit 20.000 Euro dotierte Hufeland-Preis für „richtungsweisende Leistungen und herausragende Forschungsergebnisse in der Präventiv-Medizin“ verliehen. Die Auszeichnungen nahmen der ADP-Vorsitzende Eckhard Breitbart sowie die Ärztinnen Nadia Seidel und Friederike Stölzel bei einem Festakt entgegen, Sie sind Leiterinnen des Präventionszentrums des Nationalen Centrums für Tumorerkrankungen Dresden (NCT/UCC) und Mitinitiatorinnen des bundesweiten Kita-Sonnenschutz-Prokjekts „Clever in Sonne  und Schatten“ gegen Hautkrebs. Breitbart erklärte, die Ehrung sei zugleich eine Würdigung für alle Personen und Organisationen, die sich in der Präventivmedizin engagieren. Das Preisgeld dient der Weiterentwicklung des Sonnenschutz-Projekts für Kinder.